# Бульвар Нуржол
Бульвар Нуржол (бывший Водно-зелёный бульвар) — сооружение с пешеходной зоной в новом административно-деловом центре Астаны (столицы Казахстана) на левом берегу реки Ишим.
Собственно бульвар сформирован и стал одной из основных достопримечательностей города и страны. Некоторые интегрированные окружающие незавершенные объекты находятся на стадии строительства.
Бульвар проходит от Резиденции президента Ак-Орда до торгово-развлекательного центра Хан-Шатыр.
Бульвар, как и генеральный план новой части города, спроектирован архитектором Кисё Курокава. На значительной части бульвар представляет собой трёхуровневое сооружение. На нижнем уровне размещена автостоянка на 400 автомашин. На среднем втором уровне находятся магазины, пункты сферы обслуживания и общепита, выставочные залы, офисы и прочие общественные заведения. На верхнем уровне проложена собственно пешеходная зона с аллеями, клумбами, газонами, деревьями, скамейками, фонтанами, малыми архитектурными формами. В шести местах (зоны «зеленый дом») конические атриумы верхнего уровня образуют световые «колодцы» естественного освещения, вокруг которых устроены межуровневые лестницы и зимние сады. В ряде мест со второго уровня крытые галереи и проходы ведут в окружающие здания.
Вдоль бульвара расположен ряд красивых архитектурных объектов, построенных по проектам известных отечественных и зарубежных архитекторов, в том числе и символ города — Байтерек. У бульвара находятся здания государственных органов, в том числе: Правительство РК, Сената РК, Мажилис РК, Верховный Суд РК, Дом Министерств, Министерство обороны РК, МИД РК, Министерство Транспорта и коммуникаций РК, АО "НК «КазМунайГаз», АО "НК «Казахстан темир жолы», Государственный Архив РК, Национальная библиотека РК, а также жилые комплексы, офисные здания, ТРЦ «Керуен».
- вид в сторону Ак Орды
- вид в сторону Ак Орды
- вид сверху с Байтерека в сторону Хан Шатыра